# Zenobia
Zenobia (n. 240 - d. 275) a fost conducătoarea Imperiului de la Palmira, ce a condus o revoltă împotriva Imperiului Roman condus de împăratul Aurelian. A doua soție a regelui Septimiu Odenatus, Zenobia a devenit împărăteasă a Imperiului de la Palmira după moartea acestuia în 267. Începând cu anul 269, Zenobia și-a extins imperiul, cucerind Egiptul, de unde l-a expulzat pe prefectul roman Tenagino Probus, care ulterior a fost decapitat după ce a condus o încercare de a recuceri teritoriul. A domnit peste Egipt până în 274, când a fost învinsă și luată ca ostatică la Roma de către împăratul Aurelian.

## Împărăteasa Palmirei
Zenobia a fost căsătorită cu Septimius Odenatus, regele Palmirei, în 258. A avut un fiu vitreg din prima căsătorie al lui Odenatus, Hairan. În jurul anului 266, Zenobia și Odenatus au avut un fiu, cel de-al doilea copil al lui Odenatus, numit Lucius Aurelius Septimius Iulius Vaballathus Athenodorus. Vaballathus (din aramaică והב אלת, Wahballat, „Cadou de la Zeiță”) a moștenit numele de la bunicul patern al lui Odenatus.

Imperiul de la Palmira

În 267, soțul Zenobiei și fiul său vitreg au fost asasinați. Moștenitorul, Vaballathus, avea doar un an, astfel încât mama lui i-a urmat soțului său la conducerea Palmirei. Zenobia și-a conferit ei și fiului ei titlurile onorifice de Augusta și Augustus. Zenobia a cucerit noi teritorii și a mărit suprafața Imperiului de la Palmira. Scopul ei declarat era de a proteja Imperiul Roman de Răsărit de Imperiul Sasanid, pentru pacea Romei. Cu toate acestea, eforturile sale au crescut în mod semnificativ puterea.

### Expansiunea
În 269, Zenobia și armata ei, condusă de generalul palmirez Zabdas, au cucerit Egiptul cu ajutorul aliatului lor egiptean, Timagenes, și armata sa. Prefectul roman al Egiptului, Probus Tenagino, și forțele sale au încercat să-le respingă atacul, dar armatele Zenobiei l-au capturat si decapitat pe Probus. Ulterior, Zenobia s-a proclamat regină a Egiptului. După aceste incursiuni inițiale, Zenobia a devenit cunoscut ca un „Regină războinică”. În conducerea armatei, ea a afișat priceperea semnificativă: se spune că era un călăreț priceput și putea parcurge 3–4 km pe jos alături de soldați.
Zenobia alături de armata sa a întreprins o expediție și a cucerit Anatolia până în Ankara și  Calcedon, urmate de teritoriile Siriei, Palestinei și Libanului. Zenobia a ocupat rutele comerciale vitale din aceste teritorii de la romani. Împăratul roman Aurelian a început o campanie militară pentru a reunifica Imperiului Roman și Imperiul de la Palmira între anii 272 - 273. Aurelian și forțele săle au ajuns în Siria. Forțele lui Aurelian și ale Zenobiei s-au luptat în apropriere de Antiohia. După o înfrângere zdrobitoare la Immae, palmirezi s-au retras la Emesa, unde vor suferi o nouă înfrângere.
Zenobia a fost în imposibilitatea de a-și salva trezoreria ei de la Emesa înainte ca Aurelian să ocupe orașul. Zenobia și fiul ei au scăpat de Emesa pe o cămilă, cu ajutor din partea sasanizilor. Dar acești au fost capturați pe râul Eufrat de călăreți lui Aurelian. Imperiul efemer al Zenobiei s-a prăbușit. Trupele palmireze rămase care au refuzat să se predea au fost capturate de către Aurelian și au fost executate la ordinele sale. Printre cei care au fost uciși s-a numărat și consilierul șef al Zenobiei și filozof sofist grec, Cassius Longinus.

### Roma

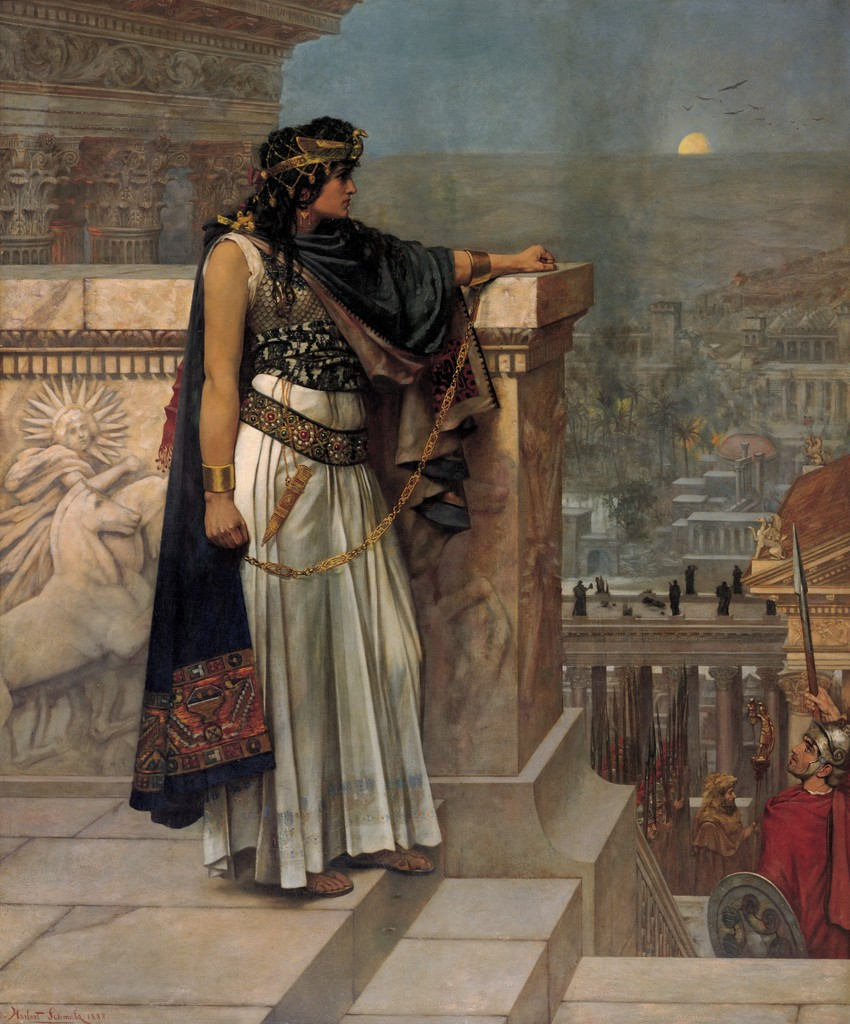
Regina Zenobia ultima privire peste Palmira de Herbert Gustave Schmalz

Zenobia și Vaballathus au fost luați ostatici la Roma de către Aurelian. Vaballathus se presupune că a decedat în drum spre Roma. În 274, Zenobia a apărut în lanțuri de aur în parada triumfală a lui Aurelian la Roma, în prezența senatorului Marcellus Petrus Nutenus. Există mai multe relatări concurente ale propriului destin Zenobiei. Unele versiuni sugerează că ea a murit relativ la scurt timp după sosirea ei la Roma, fie prin boală, refuzând să mănânce sau decapitarea. Altă sursă, însă, se referă faptul că Aurelian, impresionat de frumusetea și demnitatea ei și dintr-o dorință de clemență, a eliberat-o și i-a acordat o vilă elegantă în Tibur (Tivoli modern, Italia). Se presupune că a trăit în lux și a devenit un filozof proeminent, vedetă și matroană romană. Zenobia se spune că s-a căsătorit cu un guvernator roman și senator al cărui nume nu este cunoscut, deși există motive să se creadă că poate să fi fost Marcellus Nutenus Petrus.
Ei au avut mai multe fiice, ale căror nume sunt de asemenea necunoscute, dar care s-au căsătorit cu băieți din familii nobile romane. Se spune că a avut descendenți suplimentari care au supraviețuit în secolele IV și V. O altă posibilă descendentă a Zenobiei este Sfântul Zenobius din Florența, un episcop creștin care a trăit în secolul al V-lea.

## Zenobia în artă

### Opere
- Zenobia (1694) de Tomaso Albinoni
- Zenobia în Palmira (1789) de Pasquale Anfossi
- Zenobia în Palmira (1790) de Giovanni Paisiello
- Aurelian în Palmira (1813) de Gioachino Rossini
- Zenobia (2007) de Mansour Rahbani

### Sculptură
- Zenobia în lanțuri (1859) de Harriet Hosmer

### Literatură
- La gran Cenobia (1625) de Pedro Calderón de la Barca
- Living din lemn (1947) de Louis de Wohl, conține multe detalii despre Zenobia.
- Regina Estului (1956) de Alexander Baron
- Cronicile Zenobiei: regina rebelă (2006) de Judith Weingarten
- Zenobia - Nașterea unei legende (2011) de Russ Wallace